# Chassenon
Chassenon (okzitanisch Chassanom) ist ein Ort und eine Gemeinde mit 843 Einwohnern (Stand 1. Januar 2022) im westfranzösischen Département Charente in der Region Nouvelle-Aquitaine. Die Gemeinde besteht aus mehreren Weilern (hameaux) und Einzelgehöften.

## Lage
Der Ort Chassenon liegt etwa einen Kilometer südlich des Flusses Vienne in einer Höhe von etwa 210 m ü. d. M. im Osten der alten Kulturlandschaft des Angoumois in geringer Entfernung zum Département Haute-Vienne. Der Ort ist etwa 63 km (Fahrtstrecke) in nordöstlicher Richtung von der Stadt Angoulême entfernt; die Großstadt Limoges in der historischen Provinz des Limousin liegt nur rund 45 km östlich. Im Süden des Gemeindegebiets fließt das Flüsschen Grêne.

## Bevölkerungsentwicklung
| Jahr      | 1800 | 1851 | 1901 | 1954 | 1999 | 2013 |
| Einwohner | 1000 | 1110 | 1176 | 1013 | 903  | 870  |

Der kontinuierliche Bevölkerungsrückgang im 20. Jahrhundert ist im Wesentlichen auf die Folgen der Reblauskrise im Weinbau und die zunehmende Mechanisierung der Landwirtschaft zurückzuführen.

## Wirtschaft
Der Ort und seine Umgebung waren jahrhundertelang landwirtschaftlich geprägt; die meisten Menschen lebten als Selbstversorger von den Erträgen ihrer Felder und Gärten. Im Ort selbst ließen sich auch Handwerker und Kleinhändler nieder. Im ausgehenden Mittelalter und in der frühen Neuzeit wurde der Weinbau vorangetrieben, der jedoch – nach der Reblauskrise im ausgehenden 19. und beginnenden 20. Jahrhundert – nur noch geringe Bedeutung hat. Seit den 1960er Jahren spielt der Tourismus in Form der Vermietung von Ferienwohnungen (gîtes) eine nicht unbedeutende Rolle im Wirtschaftsleben der Gemeinde.

## Geschichte
Auf dem Gemeindegebiet wurden steinzeitliche Kleinfunde gemacht. Die gallorömische Siedlung Cassinomagus lag an der Via Agrippa, die Mediolanum Santonum (Saintes) mit Lugdunum (Lyon) verband.
Vom 10. bis zum 18. Jahrhundert war Chassenon Sitz einer Viguerie und gehörte lange Zeit zum Bistum Limoges, bis es im 11. Jahrhundert von den Grafen von Angoulême annektiert wurde. Die Pfarrei stand jedoch auch weiterhin unter der Obhut von Limoges.

## Sehenswürdigkeiten

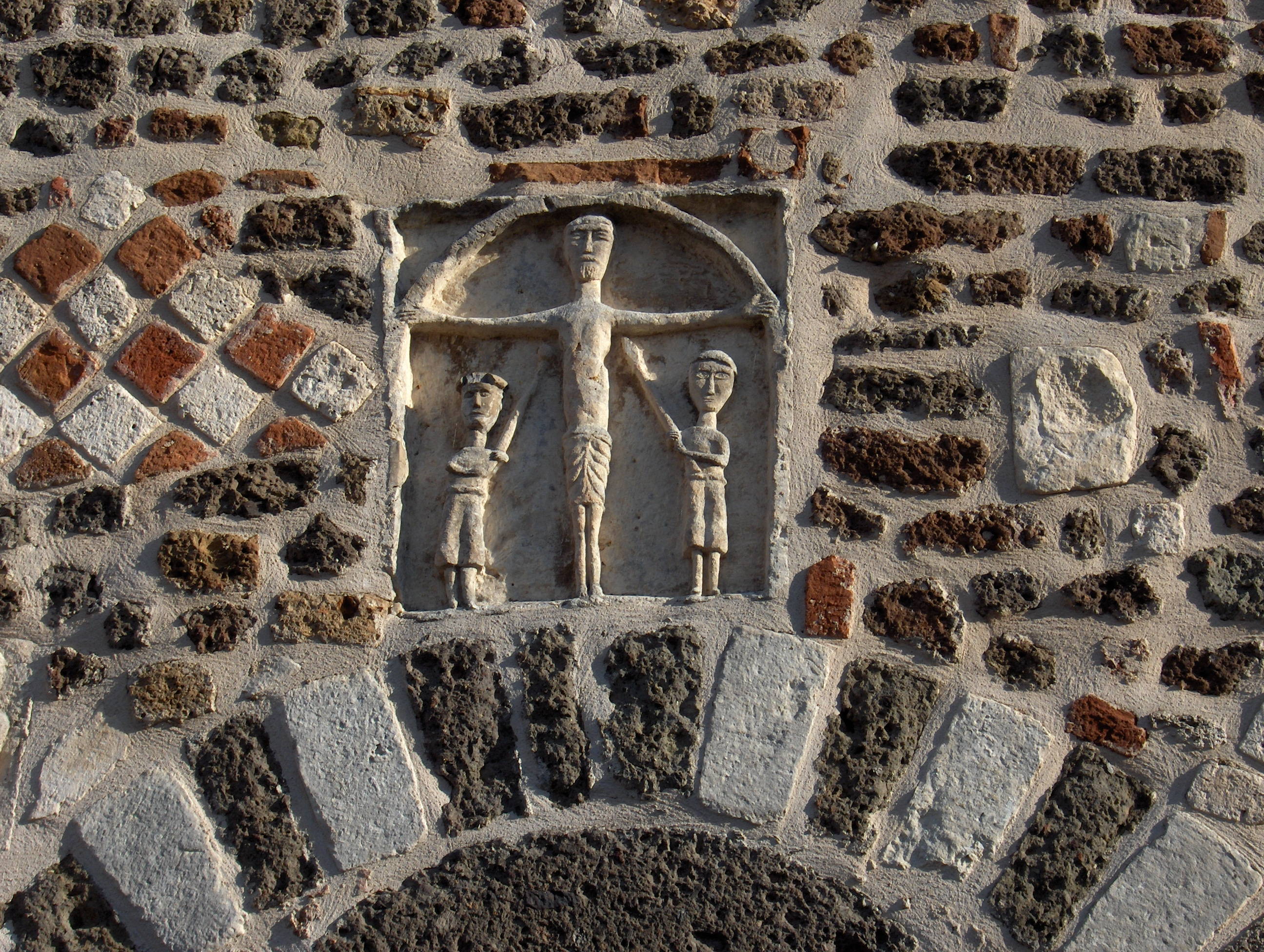
Kreuzigungsrelief über dem Portal der Kirche Saint-Jean-Baptiste

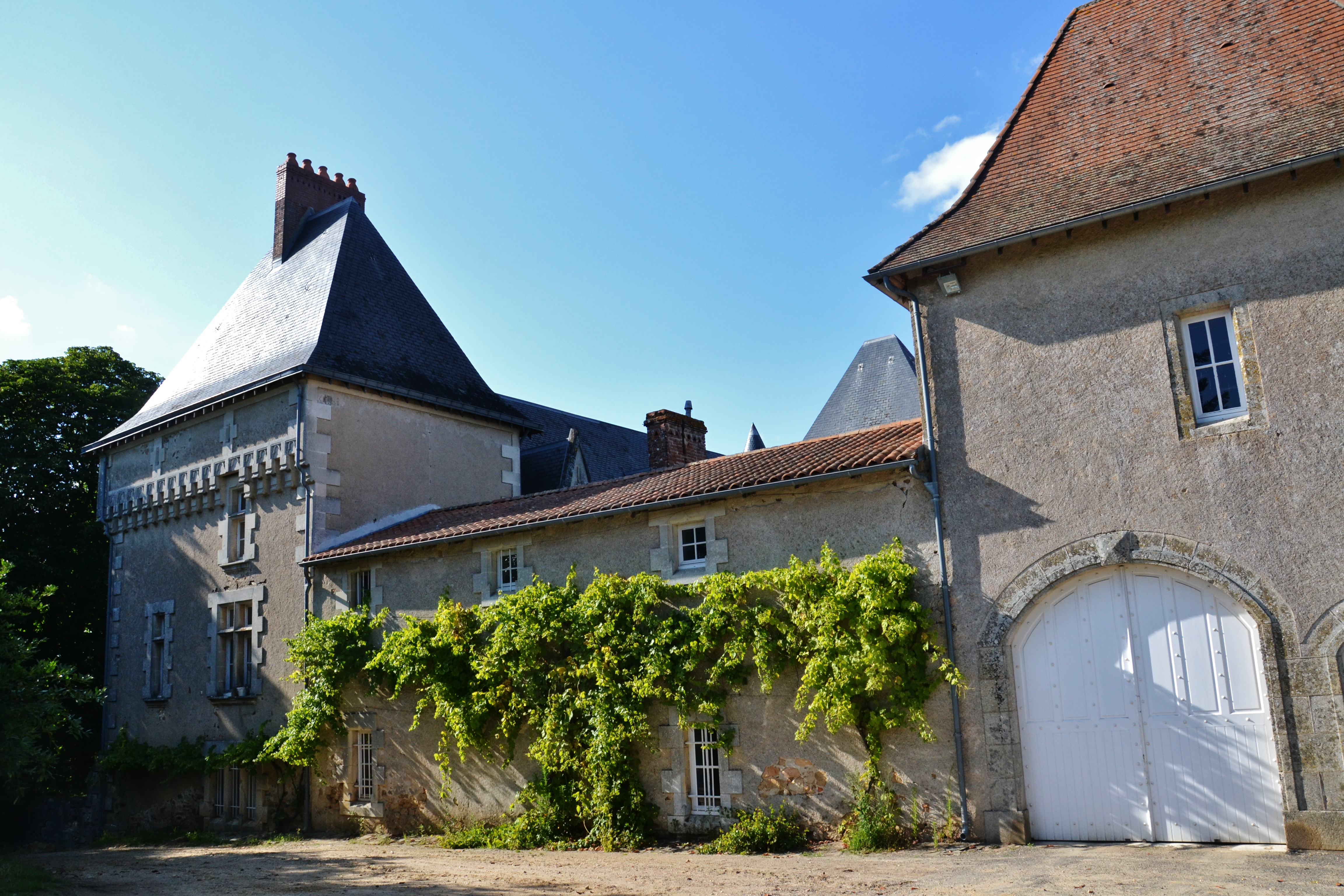
Château des Dauges

- Die romanisch aussehende Pfarrkirche Saint-Jean-Baptiste wurde – mit Ausnahme der Ecksteine – im 15. Jahrhundert aus meist nur grob behauenen Bruchsteinen errichtet, die zum Teil von einem Meteor stammen sollen (siehe: Krater von Rochechouart-Chassenon). Die Fassade zeigt zwei Reliefplatten mit ‚primitiv‘ wirkenden Szenen – eine zeigt eine Kreuzigung Christi mit zwei Soldaten an seiner Seite, bei der anderen handelt es sich eventuell um eine Anbetung der Könige. Das Kirchenschiff ist tonnengewölbt; die Spitzbögen der seitlichen Blendarkaden verweisen jedoch auf die Gotik. In der Rückwand der flachgeschlossenen Apsis befinden sich drei schlanke Fenster.
- Im Ort befindet sich die überdachte aber seitlich offene Werkstatt eines Hufschmieds mit einem hölzernen Klauenstand (travail).

außerhalb
- Etwa 300 m südöstlich des Ortes befindet sich die Ausgrabungsstätte der Römerstadt Cassinomagus, deren Bauten (Amphitheater, Thermen, Tempel etc.) – obwohl nur in Teilen ausgegraben – in den Jahren 1936 bis 1987 als Monuments historiques eingestuft wurden.[2][3][4]
- Das im 16./17. Jahrhundert erbaute und in Privatbesitz befindliche Château des Dauges steht nahe der Straße nach Chabanais.